# きかんしゃトーマス みんなあつまれ!しゅっぱつしんこう
『きかんしゃトーマス みんなあつまれ!しゅっぱつしんこう』（Calling All Engines!）は、人気人形劇『きかんしゃトーマス』の長編シリーズ第2作目の作品である。

## 概要
テレビシリーズ第8シリーズ制作後に、「きかんしゃトーマス」の原作「汽車のえほん」出版60周年記念作品として第8シリーズからの新スタッフの手で制作されたビデオスルー長編作品。前長編作『きかんしゃトーマス 魔法の線路』の続編的要素が強いが、前作に比べると対象年齢が低く、ミニクイズコーナーや歌も挿入されミュージカルテイストの作品となった。内容はテレビシリーズを単純に長くしたもので、長編1作目のような生身の人間が出演したり、そのために複雑な設定がなされる事もなく、本編中のミニクイズコーナーで設定やストーリーの理解を助ける場を設け、トーマスが活躍する分かり易いものに整理された。主に空港建設中の蒸気機関車とディーゼル機関車の衝突・協調が描かれている。米国では2005年9月6日にDVD及びVHSビデオをリリースし、英国では同年10月3日にDVD及びVHSビデオをリリースした。分かり易い物語であること等が要因となり、英米ではVHS・DVDの発売のみで劇場公開されなかったにもかかわらず、売り上げは成功を収めた。

## あらすじ
夏の観光シーズンに向け、トーマス達が暮らすソドー島に新しく空港が建設されることになった。機関車達は一生懸命働くが、蒸気機関車とディーゼル機関車との間で争いが頻発。その最中、大きな嵐が島を襲い仕事に甚大な遅れが出てしまう。機関車達はお互いに協力して空港を完成させることを決める。

## 日本での公開
日本では公開に先駆け、挿入歌「がんばるんだ」の映像がフジテレビ『脳内エステIQサプリ』のコーナー『IQミラー間違い9』で流された。2008年夏にイベントで上映され、11月5日にDVDとしてリリース。フジテレビからソニークリエイティブプロダクツへ日本語版制作権の移行・声優変更後の初の長編となった。
長編シリーズの中で本作のみ長らく劇場公開がされていなかったが、2014年7月12日より静岡県大井川鐵道で日本初となる蒸気機関車のトーマス号が走行開始したのを記念し、同年9月13日よりアップリンクの配給を通じて全国一斉公開された。

## 挿入歌
- ああ いそがしい（Busy）
- がんばるんだ（Trying/Trying to do things Better）
- ぼくらはなかま（Together/Together We Made it Happen）
- きかんしゃトーマスのテーマ2 みんなあつまれ!しゅっぱつしんこうバージョン（New Engine Roll Call）
- The Dream Song

## 地名
ティドマス機関庫（Tidmouth Sheds）
トーマスと仲間の蒸気機関車が寝起きする六台用機関庫。本作では修理のために一時取り壊され、機関車達は他の場所で寝なければならなくなってしまう。しかし、トップハム・ハット卿が機関庫を取り壊したのには修理とは別にもう一つの理由があった。
給炭所（The Coaling Plant）
蒸気機関車が石炭を補給する施設であり、ディーゼル機関車が燃料を補給する給油所としての役割も兼ねている。本作ではトーマスとメイビスの計画により、この場所で蒸気機関車とディーゼル機関車の会議が開かれる。

### 新しく登場した地名
ソドー空港（Sodor Airport）
夏に多くの観光客を迎えるため建設されることとなった空港。すぐ近くにソドー・エアポート駅がある。
ソドー吊り橋（Sodor Suspension Bridge）
ウェルズワース駅付近にある大型の吊り橋。観光客に人気のスポットだが、嵐のために崩壊してしまう。

## 登場キャラクター

### 蒸気機関車
トーマス
日本吹き替え - 比嘉久美子
青い小型タンク機関車。空港建設開始当初はディーゼル機関車に悪戯をして争いを誘発していたが、トップハム・ハット卿の警告があった日の夜にレディーの夢を見、蒸気機関車とディーゼル機関車が協力する方法を考え始める。
ティッドマス機関庫修理中はエミリーとナップフォードの機関庫で寝泊まりする。
エドワード
日本吹き替え - 佐々木望
青い中型テンダー機関車。本作ではヘンリーとコンビを組んで仕事をする場面が多い。
ティドマス機関庫修理中はディーゼルと共に石切場の機関庫で寝泊まりする。また、ハット卿の警告があった日の夜にはマッコール農場のカカシにされる夢を見る。
ヘンリー
日本吹き替え - 金丸淳一
黄緑の大型テンダー機関車。トーマスの求めに応じ給炭所の会議に出席する。本作ではエドワードとコンビを組んで仕事をする場面が多い。
ティドマス機関庫修理中はパーシーと共に精錬所で寝泊まりする。
ゴードン
日本吹き替え - 三宅健太
青い大型テンダー機関車。トーマスの求めに応じ給炭所の会議に出席する。
ティドマス機関庫修理中は簡素なテントで寝泊まりする。また、ハット卿の警告があった日の夜には公園のアスレチックにされる夢を見る。
ジェームス
日本吹き替え - 江原正士
赤い中型テンダー機関車。トーマスの求めに応じ給炭所の会議に出席する。
ティドマス機関庫修理中は給炭所の石炭ホッパーの下で寝泊まりする。また、ハット卿の警告があった日の夜には遊園地のココナッツ落としにされる夢を見る。
パーシー
日本吹き替え - 神代知衣
黄緑の小型タンク機関車。トーマスの求めに応じ給炭所の会議に出席する。
ティドマス機関庫修理中はヘンリーと共に精錬所で寝泊まりする。また、ハット卿の警告があった日の夜には遊園地のジェットコースターにされる夢を見る。
エミリー
日本吹き替え - 山崎依里奈
エメラルドグリーンの中型テンダー機関車。
ティドマス機関庫の修理中間に居候へやって来たトーマスに不満を持っていた。しかし、彼と同じ寝床で何日か過ごす内に仲間の存在の重要性を意識するようになる。
レディー
日本吹き替え - 松来未祐
前作『魔法の線路』に初登場。濃赤紫の4輪の小型タンク機関車。蒸気機関車とディーゼル機関車を協力させる方法を考えていたトーマスの夢の中にラスティーと共に現れ、トーマスに助言する。
前作『魔法の線路』以来の登場であると同時に、2020年現在で本作が最後の登場。

### ディーゼル機関車
ディーゼル
日本吹き替え - ケン・サンダース
黒い小型ディーゼル機関車。ディーゼル機関車達の中心的存在。蒸気機関車のトーマスのことを何かと敵対視し、彼らと争って様々な混乱を招いた。メイビスの求めに応じ給炭所の会議に出席する。
メイビス
日本吹き替え - 伊東久美子
黒い小型ディーゼル機関車。トーマスの支線で働いていて蒸気機関車との仕事が多いためかトーマス達に対して他のディーゼル機関車より友好的であり、トーマスと共に給炭所の会議について計画する。
ハリー
日本吹き替え - 並木伸一
黄色と深緑。バートと双子の小型ディーゼル機関車。ディーゼルと同様トーマス達のことを敵対視し混乱を招いた。メイビスの求めに応じ給炭所の会議に出席する。
バート
日本吹き替え - 並木伸一
黄色と深緑。ハリーと双子の小型ディーゼル機関車。ディーゼルと同様トーマス達のことを敵対視し混乱を招いた。メイビスの求めに応じ給炭所の会議に出席する。
ディーゼル10
日本吹き替え - 梁田清之
頭上に巨大なシャベル「ピンチー」を取り付けた黄土色の大型ディーゼル機関車。凶暴で気難しい性格をしているため蒸気機関車だけでなく同類のディーゼル機関車からも恐れられている。
前作『魔法の線路』以来の登場。梁田清之が声を演じたのは本作のみ。

### ヘリコプター
ハロルド
日本吹き替え - 羽多野渉
白いヘリコプター。

### 人物
トップハム・ハット卿
日本吹き替え - 納谷六朗
ソドー鉄道の局長。空港建設や嵐の後片付けなどについて機関車達に仕事の指示を出す。
チーフ
日本吹き替え - 河本邦弘
給炭所の所長
日本吹き替え - 河本邦弘
給炭所の石炭を管理する物。
空港の責任者
日本吹き替え - 樫井笙人
トーマスの不注意事故で飛行場の滑走路に亀裂が入り、慌ててしまった。
橋の工事の作業員
日本吹き替え　- 樫井笙人
橋の工事や修理を担当する物。

### 脇役
トビー
茶色の小型路面機関車。トーマスの求めに応じ給炭所の会議に出席する。
トビーはアールズデール・エンドに自分の機関庫を持っていたため、ティドマス機関庫修理中も問題なく寝起きすることができた。
ビルとベン
双子の黄色い小型タンク機関車。
ハーヴィー
臙脂色の小型クレーン機関車。本作では嵐の後片付けや吊り橋の修理など多くの仕事に借り出されているため、終盤に空港で事故が起きた際にも運悪く不在だった。
デイジー
黄緑の旅客用ディーゼル気動車。メイビスの求めに応じ給炭所の会議に出席する。
本作では台詞は無い。第4シーズン以来の登場。
デリック
緑の凸型ディーゼル機関車。挿入歌のミュージックビデオにゴードンの丘を上る後姿が登場する。
本作ではカメオ出演、台詞はない。第5シリーズ以来の登場となった。
ソルティー
港で働く赤い小型ディーゼル機関車。
ラスティー
高山鉄道所属のオレンジ色の小型ディーゼル機関車。トーマスの夢の中にレディーと共に現れ、蒸気機関車とディーゼル機関車が協力することの大切さを身をもって示す。
アニーとクララベル
オレンジ色の客車。
ヘンリエッタ
オレンジ色の客車。
ジョージ
黄緑のスチームローラー。物語終盤、空港の滑走路整備に借り出される。
ジョージがカメオ出演でなく正式に登場するのは第5シリーズ以来であると同時に、本作が最後の正式登場である。
キャロライン
赤い小型自動車。
ブッチ
黄色い大型レッカー車。
クランキー
灰緑の大型クレーン。